# Antonio Catricalà

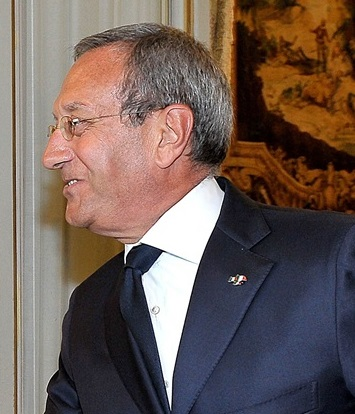
Antonio Catricalà (2013)

Antonio Catricalà (* 7. Februar 1952 in Catanzaro; † 24. Februar 2021 in Rom) war ein italienischer Jurist, Hochschullehrer, Beamter und Manager.

## Werdegang
Nach seinem Jurastudium in Rom trat Catricalà in den Staatsdienst ein. Er war vor allem am Staatsrat tätig, aber auch als Büroleiter verschiedener Minister und als Generalsekretär des Ministerratspräsidiums. Darüber hinaus lehrte er Privatrecht an der Universität Tor Vergata und Verbraucherrecht an der LUISS in Rom.
Von 2005 bis 2011 war Antonio Catricalà Präsident der italienischen Wettbewerbsbehörde. Im Kabinett von Mario Monti bekleidete er von November 2011 bis April 2013 das Amt des Sekretärs des Ministerrats. Im Kabinett von Enrico Letta war er ab April 2013 parteiloser Vizeminister im Industrieministerium. Ab 2014 wieder als Hochschullehrer und Rechtsanwalt tätig, wurde er im April 2017 Präsident des Flughafenbetreibers Aeroporti di Roma.
Catricalà starb im Februar 2021 im Alter von 69 Jahren durch Suizid.